# The W
The W è il terzo album del gruppo hip hop statunitense Wu-Tang Clan, pubblicato nel 2000 da Loud Records e Columbia Records. Ospiti del disco Nas, Snoop Dogg, Isaac Hayes, Redman, Busta Rhymes e Junior Reid.

## Il disco

### Sound
Più grezzo del precedente doppio album Wu-Tang Forever, The W riporta le sonorità del gruppo di Staten Island a quelle di Enter the Wu-Tang (36 Chambers) come dimostrano pezzi quali Careful (Click, Click) e One Blood Under W. Un solo produttore esterno alla formazione originale, Mathematics, protetto di RZA ed autore della traccia Do You Really (Thang, Thang).

### Le liriche
Una seconda ondata di lavori solisti il Wu-Tang a provare più campi di scrittura, unendo i concetti di "Enter the Wu-Tang" alla coscienza presente in Wu-Tang Forever. Tra i vari ospiti Redman, Nas e il cantante Isaac Hayes.

### Ricezione
| Recensione                    | Giudizio |
| ----------------------------- | -------- |
| AllMusic                      | [ 1 ]    |
| Robert Christgau              | A-       |
| Billboard                     | [ 7 ]    |
| Spin                          | [ 7 ]    |
| Rolling Stone                 | [ 7 ]    |
| Q                             | [ 7 ]    |
| Entertainment Weekly          | B+       |
| Vibe                          | [ 7 ]    |
| The Rolling Stone Album Guide | [ 8 ]    |
| The Guardian                  | [ 9 ]    |
| Los Angeles Times             | [ 10 ]   |
| NME                           | [ 11 ]   |

Nonostante non abbia riscosso le stesse lodi dei predecessori, The W ha ottenuto un disco di platino negli Stati Uniti, vendendo oltre 1,1 milioni di copie fisiche. Merito anche dei singoli, Gravel Pit e Protect Ya Neck (The Jump-Off), completi di videoclip e buone posizioni in classifica. Totalizza 80/100 su Metacritic, punteggio basato su 17 recensioni.

## Tracce
Tutte le tracce sono prodotte da RZA, eccetto la 10 prodotta da Mathematics.
| #  | Titolo                                       | Performer(s) | Durata |
| -- | -------------------------------------------- | --- | ------ |
| 1  | "Intro (Shaolin Finger Jab) / Chamber Music" | - prima strofa: Raekwon - seconda strofa: GZA - terza strofa e ritornello: Method Man - quarta strofa: Masta Killa | 4:26   |
| 2  | "Careful (Click, Click)"                     | - prima strofa: RZA - interludio: U-God - seconda strofa: Masta Killa - terza strofa: Cappadonna - quarta strofa: Ghostface Killah - quinta strofa: U-God - sesta strofa: Inspectah Deck - Outro: Cappadonna, Ghostface Killah & U-God        | 4:56   |
| 3  | "Hollow Bones"                               | - prima strofa: Raekwon - seconda strofa: Inspectah Deck - terza strofa: Ghostface Killah | 3:37   |
| 4  | "Redbull"                                    | - prima strofa: Redman - seconda strofa: Method Man - terza strofa: Inspectah Deck - voci aggiuntive: Ghostface Killah & Raekwon | 3:53   |
| 5  | "One Blood Under W"                          | - prima e seconda strofa: Masta Killa - Voce aggiuntiva/terza strofa: Junior Reid | 4:11   |
| 6  | "Conditioner"                                | - prima strofa e ritornello: Ol' Dirty Bastard - seconda strofa: Snoop Dogg - Freestyle: GZA | 5:32   |
| 7  | "Protect Ya Neck (The Jump Off)"             | - prima strofa: Inspectah Deck - seconda strofa: Raekwon - terza strofa: Method Man - quarta strofa: Masta Killa - quinta strofa: RZA - sesta strofa: Ghostface Killah - settima strofa: U-God - ottava strofa: Cappadonna - nona strofa: GZA | 3:58   |
| 8  | "Let My Niggas Live"                         | - prima strofa e ritornello: Raekwon - seconda strofa: Nas - terza strofa: Inspectah Deck | 4:29   |
| 9  | "I Can't Go to Sleep"                        | - prima strofa: Ghostface Killah - seconda strofa: RZA - ritornello: Isaac Hayes | 3:35   |
| 10 | "Do You Really (Thang, Thang)"               | - Intro: DJ Kayslay - ritornello: Method Man - prima strofa: Streetlife - seconda strofa: Method Man - terza strofa: Masta Killa - quarta strofa: Inspectah Deck                                                                              | 5:22   |
| 11 | "The Monument"                               | - prima strofa: Busta Rhymes - seconda strofa: Raekwon - terza strofa: GZA | 2:38   |
| 12 | "Gravel Pit"                                 | - Intro: RZA - prima strofa: Method Man - seconda strofa: Ghostface Killah - bridge: Raekwon - terza strofa: U-God - ritornello: Paulissa Moorman                                                                                             | 4:51   |
| 13 | "Jah World"                                  | - prima strofa: Ghostface Killah - seconda strofa: RZA - ritornello: Junior Reid | 3:51   |
| *  | "Clap" (traccia nascosta)                    | - prima strofa: Raekwon - seconda strofa: Ghostface Killah - terza strofa: Method Man - ritornello: Ghostface Killah & U-God | 3:45   |

## Classifiche

### Classifiche settimanali
| Classifica (2000)         | Posizione massima |
| ------------------------- | ----------------- |
| Austria                   | 13                |
| Belgio (Fiandre)          | 16                |
| Canada                    | 9                 |
| Finlandia                 | 33                |
| Francia                   | 13                |
| Germania                  | 11                |
| Norvegia                  | 34                |
| Nuova Zelanda             | 37                |
| Paesi Bassi               | 15                |
| Regno Unito               | 19                |
| UK R&B                    | 1                 |
| Stati Uniti               | 5                 |
| Stati Uniti (R&B/hip-hop) | 1                 |
| Svezia                    | 37                |
| Svizzera                  | 24                |

### Classifiche di fine anno
| Classifica (2001)         | Posizione massima |
| ------------------------- | ----------------- |
| Stati Uniti               | 95                |
| Stati Uniti (R&B/hip-hop) | 50                |